# Dinarthrena shanta
Dinarthrena shanta är en nattsländeart som beskrevs av Martin E. Mosely 1941. Dinarthrena shanta ingår i släktet Dinarthrena och familjen kantrörsnattsländor. Inga underarter finns listade i Catalogue of Life.